# Chunchenahalli, Koratagere
Chunchenahalli là một làng thuộc tehsil Koratagere, huyện Tumkur, bang Karnataka, Ấn Độ.